# Expatriades
Expatriades (títol original en anglès, Expats) és una minisèrie de televisió dramàtica estatunidenca creada i dirigida per Lulu Wang, basada en la novel·la de 2016 The Expatriates de Janice Y. K. Lee. Es va estrenar a Amazon Prime Video el 26 de gener de 2024. És protagonitzada per Nicole Kidman com Margaret Woo, una expatriada estatunidenca que viu a Hong Kong quan la tragèdia s'acosta a la seva família. S'ha subtitulat al català.
El 7 de febrer de 2017, es va informar que Blossom Films havia optat pels drets de pantalla de la novel·la The Expatriates de Janice Y. K. Lee amb la intenció de convertir-la en una sèrie de televisió. Alice Bell s'hi va unir per escriure l'adaptació. S'esperava que els productors executius estiguessin formats per Nicole Kidman, Per Saari i Theresa Park, amb Lee com a productora consultora. Al costat de Blossom Films, les productores implicades es van incorporar a POW! Productions. El 28 de juliol de 2018, es va anunciar que Amazon encarregat la producció de la sèrie. L'11 de gener de 2019, es va anunciar que Melanie Marnich s'havia unit amb Bell com a coproductora creadora i productora executiva de la sèrie. El desembre de 2019, es va anunciar que Lulu Wang seria productora executiva de la sèrie, alhora que escrivia i dirigiria diversos episodis.
Al costat de l'anunci de desenvolupament inicial, es va informar que Nicole Kidman protagonitzaria la sèrie. El maig de 2021, Ji-young Yoo va unir al repartiment. El juny de 2021, Jack Huston i Sarayu Blue també s'hi van unir. El setembre del mateix es va anunciar el fitxatge de l'actor Brian Tee.